# Senegal ai XVII Giochi olimpici invernali
Il Senegal partecipò ai XVII Giochi olimpici invernali, svoltisi a Lillehammer, Norvegia, dal 12 al 27 febbraio 1994, con una delegazione di 1 atleta impegnato in una disciplina.

## Sci alpino

### Uomini
| Atleta       | Gara           | 1ª manche | 1ª manche | 2ª manche | 2ª manche | Totale | Totale    |
| Atleta       | Gara           | Tempo     | Posizione | Tempo     | Posizione | Tempo  | Posizione |
| ------------ | -------------- | --------- | --------- | --------- | --------- | ------ | --------- |
| Lamine Guèye | Discesa libera |           |           |           |           | DNF    | –         |